# Barbut d'orelles blanques
El barbut d'orelles blanques (Stactolaema leucotis) és una espècie d'ocell de la família dels líbids (Lybiidae) que ha estat considerat coespecífic del barbut cellablanc.

Habita selva humida i bosc de ribera del centre i sud-est de Kenya, Tanzània, Moçambic, Malawi i est de Zimbàbue i de Sud-àfrica.